# Victor Alexandre Masson
Victor Alexandre Masson est un homme politique français né le 23 mars 1778 à Paris et mort le 16 avril 1858 à Paris.
Maitre des requêtes au Conseil d’État, il est député de l'Aube de 1824 à 1827, siégeant dans la majorité royaliste soutenant les gouvernements de la Restauration. Il prend sa retraite du Conseil d’État en 1852.

## Sources
- « Victor Alexandre Masson », dans Adolphe Robert et Gaston Cougny, Dictionnaire des parlementaires français, Edgar Bourloton, 1889-1891 [détail de l’édition]